# Søren Queitsch
Søren Queitsch (født 18. september 1966 i Hellerup) er dansk erhvervsmand. 
Søren Queitsch er student fra Rungsted Statsskole i 1985 og er uddannet fra bl.a. Handelshøjskolen i København og INSEAD. Han indledte sin erhvervskarriere i Sjællandsgruppen i 1989 og kom til Politiken i 1992, hvor han i 1993 blev markedschef. I 1995 blev han kontaktdirektør på Promedia (nu Mediacom). I 1996 blev han hentet tilbage til Politiken, denne gang som direktør for Dagbladene Gefion. I 1999 blev han kommerciel direktør på Ingeniøren. I 2004 blev Søren Queitsch administrerende direktør for IDG Danmark. Efter salget af IDG i 2013, trådte han ud af direktionen, men fortsatte i bestyrelsen for den nye ejer Jobindex Media. Søren Queitsch begyndte i 2014 som direktør i Peytz og Co. og blev partner i 2015. I 2019 blev han direktør i LandbrugsMedierne og desuden adm. dir. i datterselskaberne Mascus og MOOT.    
Søren Queitsch har tidligere siddet i bestyrelsen for IDG Danmark, Danske Specialmedier,  Jobindex Media, Landbrugsmedierne og FDIM (Foreningen af Danske Interaktive Medier) og været Operating Review Board-medlem af IDG Global Solutions, IDG India, IDG Australia, IDG Magazines Norge, IDG Czech, IDG Hungary og IDG Romania. Søren Queitsch har undervist på Global Media Institute i Boston og European Managers Institute.
Han har desuden været medstifter af Hjælperytterne, der samler penge ind til Gigtforeningen, samt stifter af Børnenes IT-fond i samarbejde med Birger Hauge og Lisbeth Zornig Andersen.
Søren Queitsch er bror til musik- og filmanmelder Henrik Queitsch